# Anrune Weyers
Anrune Weyers, da nubile Anrune Liebenberg (Benoni, 3 novembre 1992), è un'atleta paralimpica sudafricana specializzata nelle gare di velocità e appartenente alla categoria T46 fino al 2013 e T47 dal 2015.

## Biografia
Nata con un sottosviluppo della mano sinistra, che ha portato all'amputazione del braccio sotto il gomito, ha iniziato a praticare l'atletica leggera paralimpica all'età di undici anni, passando al professionismo nel 2010. Nel 2011 ha vestito per la prima volta la maglia della nazionale sudafricana ai campionati mondiali paralimpici di Christchurch, dove si è classificata sesta nei 200 metri piani T46 e seconda nei 400 metri piani T46.
Nel 2012 ha partecipato ai Giochi paralimpici di Londra, conquistando la medaglia di bronzo nei 200 metri piani T46 con il nuovo record africano e quella d'argento nei 400 metri piani T46. L'anno successivo, ai mondiali paralimpici di Lione ha ottenuto il quinto posto nei 100 metri piani T46 e due medaglie d'argento nei 200 metri piani T46 e 400 metri piani T46.
Nel 2015 è arrivata la sua terza esperienza mondiale ai campionati di Doha, dove ha conquistato la medaglia di bronzo nei 200 metri piani T47, quella d'argento nei 400 metri piani T47 e il quarto posto nei 100 metri piani T47. Quello stesso anno ha subito un'operazione per la rimozione di cartilagine dal ginocchio destro e successivamente è stata sottoposta a un intervento per la rimozione del 60% del menisco nello stesso ginocchio. È riuscita a recuperare in tempo per partecipare ai Giochi paralimpici di Rio de Janeiro 2016, dove ha conquistato la medaglia d'argento nei 400 metri piani T47 e il quarto posto nei 200 metri piani T47.
Ai campionati del mondo paralimpici di Londra 2017 ha conquistato la medaglia d'argento nei 400 metri piani T47 e nei 200 metri piani T47, in quest'ultimo caso con il nuovo record africano a 25"53.
Nel 2018 è convolata a nozze e ha preso il cognome del marito, Weyers. Nel 2019 ha partecipato ai mondiali paralimpici di Dubai, dove ha conquistato il bronzo nei 100 metri piani T47, l'argento nei 200 metri piani T47 e l'oro nei 400 metri piani T47. Quello stesso anno ha fatto registrare il nuovo record del mondo dei 400 metri piani T47 alla Flanders Cup di Huizengin, in Belgio.
Nel 2021 ha preso parte ai Giochi paralimpici di Tokyo, dove si è diplomata campionessa paralimpica dei 400 metri piani T47.

## Palmarès
| Anno | Manifestazione       | Sede           | Evento          | Risultato | Prestazione | Note                                     |
| ---- | -------------------- | -------------- | --------------- | --------- | ----------- | ---------------------------------------- |
| 2011 | Mondiali paralimpici | Christchurch   | 200 m piani T46 | 6ª        | 26"71       |                                          |
| 2011 | Mondiali paralimpici | Christchurch   | 400 m piani T47 | Argento   | 1'00"68     |                                          |
| 2012 | Giochi paralimpici   | Londra         | 200 m piani T46 | Bronzo    | 25"55       | Record africano                          |
| 2012 | Giochi paralimpici   | Londra         | 400 m piani T46 | Argento   | 56"65       | Miglior prestazione personale            |
| 2013 | Mondiali paralimpici | Lione          | 100 m piani T46 | 5ª        | 13"77       |                                          |
| 2013 | Mondiali paralimpici | Lione          | 200 m piani T46 | Argento   | 26"06       | Miglior prestazione personale stagionale |
| 2013 | Mondiali paralimpici | Lione          | 400 m piani T46 | Argento   | 56"78       | Miglior prestazione personale stagionale |
| 2015 | Mondiali paralimpici | Doha           | 100 m piani T47 | 4ª        | 12"90       |                                          |
| 2015 | Mondiali paralimpici | Doha           | 200 m piani T47 | Bronzo    | 25"58       | Miglior prestazione personale stagionale |
| 2015 | Mondiali paralimpici | Doha           | 400 m piani T47 | Oro       | 56"65       | Miglior prestazione personale stagionale |
| 2016 | Giochi paralimpici   | Rio de Janeiro | 200 m piani T47 | 4ª        | 26"57       |                                          |
| 2016 | Giochi paralimpici   | Rio de Janeiro | 400 m piani T47 | Argento   | 58"88       |                                          |
| 2017 | Mondiali paralimpici | Londra         | 200 m piani T47 | Argento   | 25"53       | Record africano                          |
| 2017 | Mondiali paralimpici | Londra         | 400 m piani T47 | Argento   | 58"09       |                                          |
| 2019 | Mondiali paralimpici | Dubai          | 100 m piani T47 | Bronzo    | 12"36       |                                          |
| 2019 | Mondiali paralimpici | Dubai          | 200 m piani T47 | Argento   | 25"01       | Record africano                          |
| 2019 | Mondiali paralimpici | Dubai          | 400 m piani T47 | Oro       | 55"79       | Record dei campionati                    |
| 2021 | Giochi paralimpici   | Tokyo          | 400 m piani T47 | Oro       | 56"05       |                                          |